# Cámara PTZ

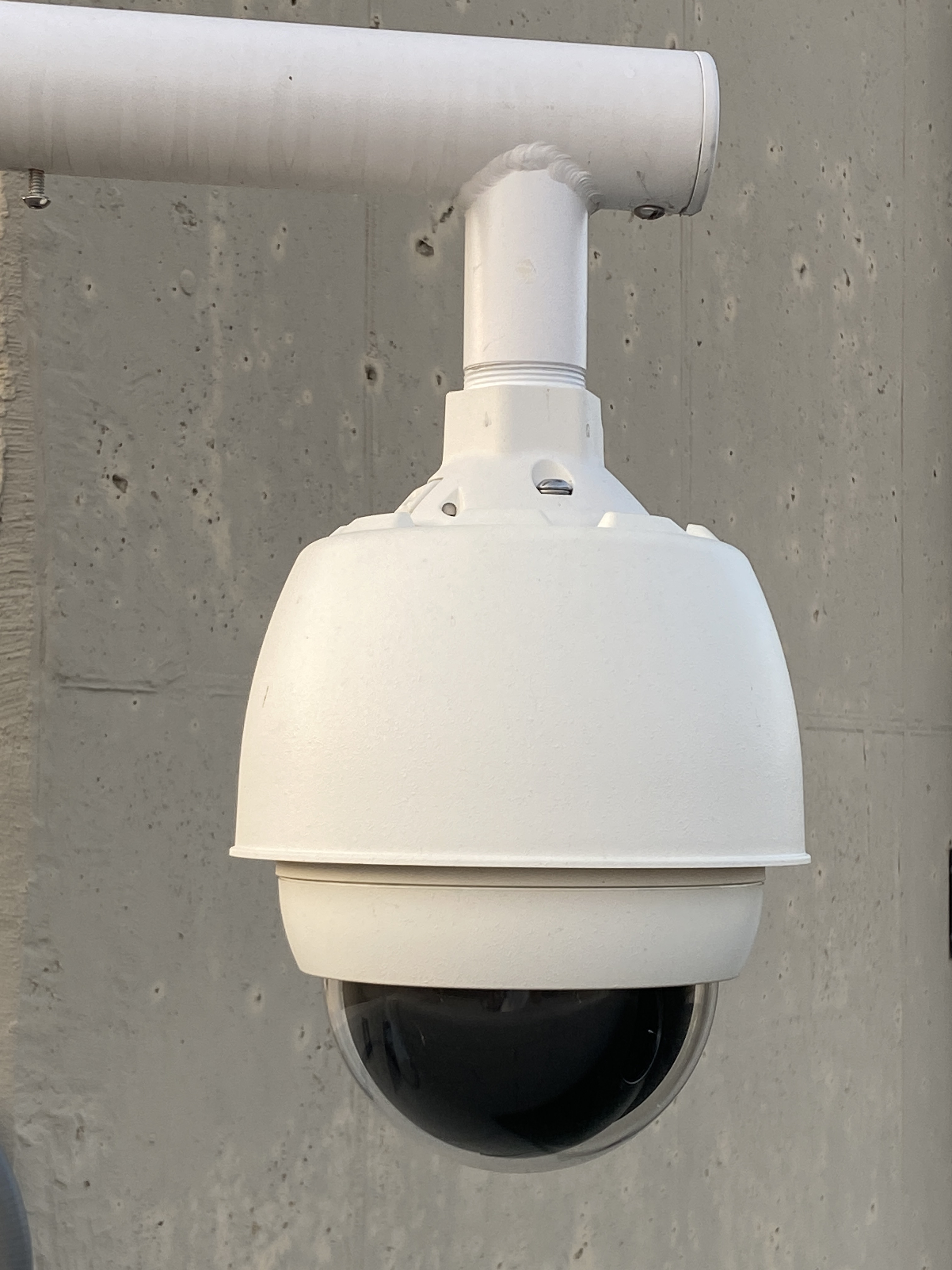
Cámara de seguridad PTZ.

Movimiento de rotación de la cámara en un plano horizontal ("panning" en inglés).

Movimiento de rotación de la cámara en un plano vertical ("tilt" en inglés).

El término cámara PTZ tiene dos usos dentro de la industria de los productos de seguridad de video y vigilancia. En primer lugar, es un acrónimo de pan-tilt-zoom y puede referirse sólo a las características de las cámaras de vigilancia específicas. 

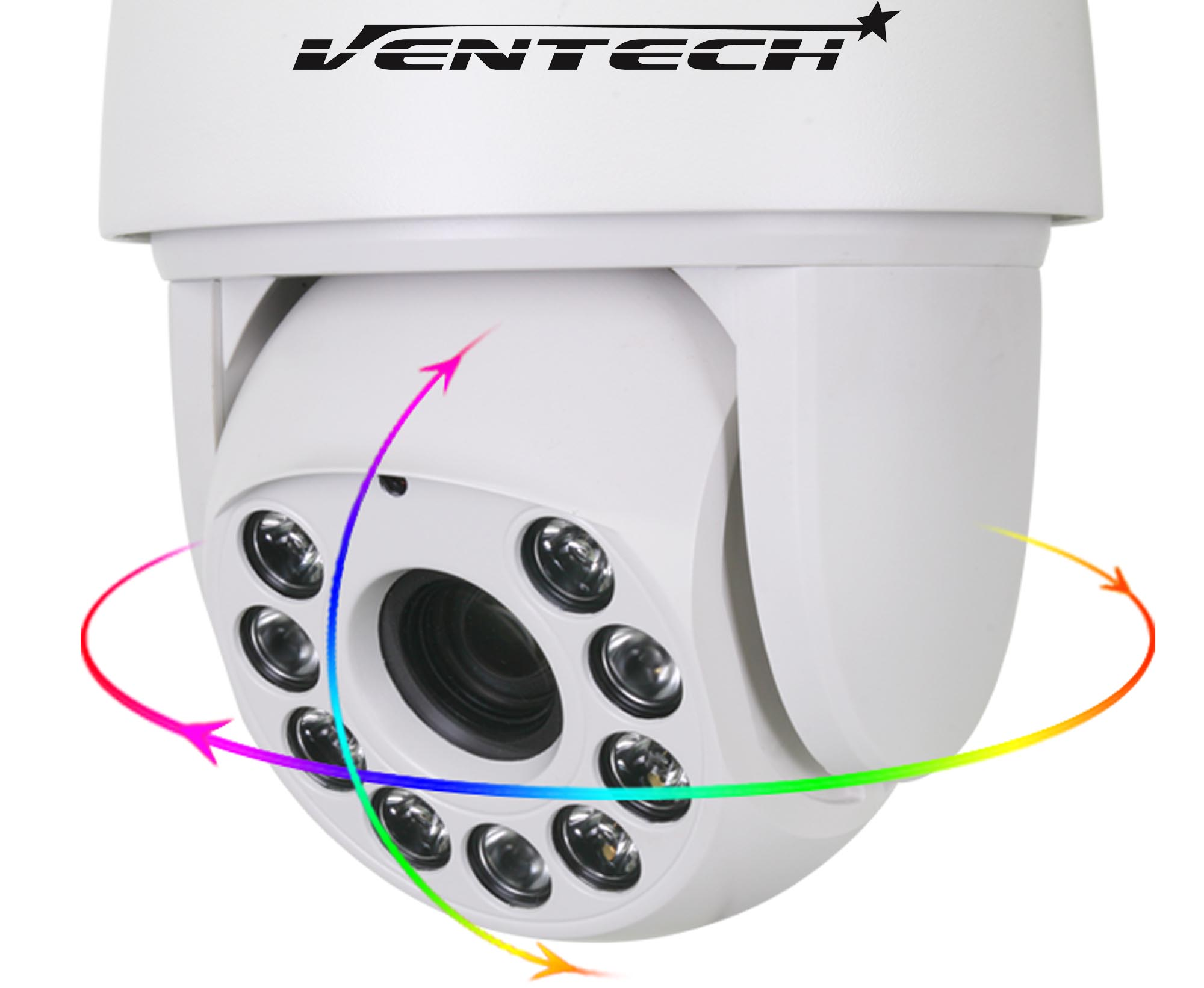
Cámara PTZ ventech con zoom de 30x.

## Características y funciones
Las cámaras PTZ pueden rotar alrededor de dos ejes, uno horizontal y otro vertical, así como acercarse o alejarse (zoom) para enfocar un área u objeto de forma manual o automática. Dicho de otra forma, este tipo de cámaras es capaz de rotar en un plano vertical (tilt en inglés) y en un plano horizontal (panning), además de acercarse o alejarse de forma manual o automática.
Además, pueden ser analógicas, de tipo IP o incluso híbridas, es decir, combinando ambas características. En el caso de las cámaras PTZ analógicas, los comandos se transmiten generalmente a través de un par de cables que se conecta vía RS232 o RS485 a un teclado o directamente al equipo de grabación y la transmisión de vídeo se realiza a través de un cable coaxial o de un cable UTP con el uso de un vídeo balún. En el caso de los equipos IP, todos los comandos PTZ se envían a través del mismo cable de red que se utiliza para la transmisión de vídeo. 
Algunas de las funciones que se pueden incorporar a una cámara PTZ incluyen:
- Estabilización electrónica de imagen (EIS): la estabilización electrónica de la imagen (EIS) ayuda a reducir el efecto de la vibración en un vídeo.

- Máscara de privacidad: permite bloquear o enmascarar determinadas áreas de la escena frente a visualización  grabación.

- Posiciones predefinidas: muchas cámaras PTZ y domos PTZ permiten programar posiciones predefinidas, normalmente entre 20 y 100.

- Autoseguimiento: es una función de vídeo inteligente que detecta automáticamente el movimiento de una persona u objeto y lo sigue dentro de la zona de cobertura de la cámara.

## Software para el control o seguimiento: Auto Tracking
El software es un elemento clave en las últimas versiones de cámaras remotas PTZ porque determina el controlador de cámara. Existen distintos tipos de software para el control o seguimiento, en específico hay cuatro opciones que se suelen utilizar con frecuencia: el controlador por navegador web incorporado, el centro de control de múltiples PTZs, el Auto Tracking para PC y el Auto Tracking para servidores.
El software Auto Tracking es un sistema de reconocimiento facial y detección del cuerpo humano de alta precisión, que permite mediante el uso de cámaras PTZ un seguimiento automático de alta precisión con un mínimo error. Este software es de lo más novedoso creado por empresas como Panasonic, Seervision, o Mark Roberts. El software de Panasonic, a través de la cámara, utiliza reconocimiento facial altamente preciso y detección de cuerpo humano de alto rendimiento. La función de detección del cuerpo humano utiliza tecnología de aprendizaje profundo que acumula y aprende de decenas de miles de imágenes humanas, logrando una detección altamente precisa incluso en entornos con poca visibilidad. 
El sistema de Auto Tracking para su funcionamiento guarda en su base de datos, la imagen y nombre de las personas registradas en el sistema. Esta base de datos está almacenada localmente en el PC o Servidor, no en línea, administrado por la seguridad personal de cada empresa.